# Nanci Griffith
Nanci Caroline Griffith, född 6 juli 1953 i Seguin, Texas, död 13 augusti 2021 i Nashville, Tennessee, var en amerikansk sångerska och låtskrivare inom folk och country.
1987 noterades hon för en stor framgång med sången From a Distance. Musikstilen kallade hon för "folkabilly" (av folkmusik + rockabilly), 1994 tilldelades hon en Grammy i kategorin Best Contemporary Folk Album, för albumet Other Voices, Other Rooms från 1993.

## Diskografi (urval)
Album
- 1978 – There's a Light Beyond These Woods
- 1982 – Poet in My Window
- 1984 – Once in a Very Blue Moon
- 1986 – The Last of the True Believers
- 1987 – Lone Star State of Mind
- 1988 – Little Love Affairs
- 1988 – One Fair Summer Evening (live)
- 1989 – Storms
- 1991 – Late Night Grande Hotel
- 1993 – Other Voices, Other Rooms
- 1994 – Flyer
- 1997 – Blue Roses from the Moons
- 1998 – Other Voices, Too (A Trip Back to Bountiful)
- 1999 – Revisited
- 1999 – The Dust Bowl Symphony
- 2001 – Clock Without Hands
- 2002 – Winter Marquee (live)
- 2004 – Hearts in Mind
- 2006 – Ruby's Torch
- 2009 – The Loving Kind
- 2012 – Intersection

Singlar (topp 100 på Billboard Hot Country Songs)
- 1986 – "Once in a Very Blue Moon" (#85)
- 1987 – "Lone Star State of Mind" (#36)
- 1987 – "Trouble in the Fields" (#57)
- 1987 – "Cold Hearts/Closed Minds" (#64)
- 1987 – "Never Mind" (#58)
- 1988 - I Knew Love (#37)
- 1988 – "Anyone Can Be Somebody's Fool" (#64)